# トース土工法
トース土工法（トースどこうほう、透水性保水型土系舗装とも）は、土に添加物を配合し、土を団粒構造に変え、透水性と保水性を向上させる舗装のこと。主にグラウンド、園路、人工芝下地などに用いられる。
土の硬さの調節が可能となり、幅広く使用することができる。また、防草効果もあるので用途が広い。
土類を団粒化させる事で、泥濘を防ぎ、水溜りが軽減し、防塵対策やひび割れを抑える。降雨後または散水後は打ち水している状態を保つことにより、ヒートアイランド現象による気温の上昇を抑える事ができ、平均3 - 5度の温度を下げ熱中症対策にもなる。最大の特徴である保水量は、10cmの厚みを施工した場合は、1平方メートル当り約20リットルを保水する。施工場所の土質や状況によるが、ほぼ100%搬出入せずに施工できる場合もある。また、類似する商品及び工法は多数存在するが、トース土工法は団粒化材及び工法の特許を取得しており、また国土交通省認定のNETISに登録されている。